# Östlicher Großer Heuberg

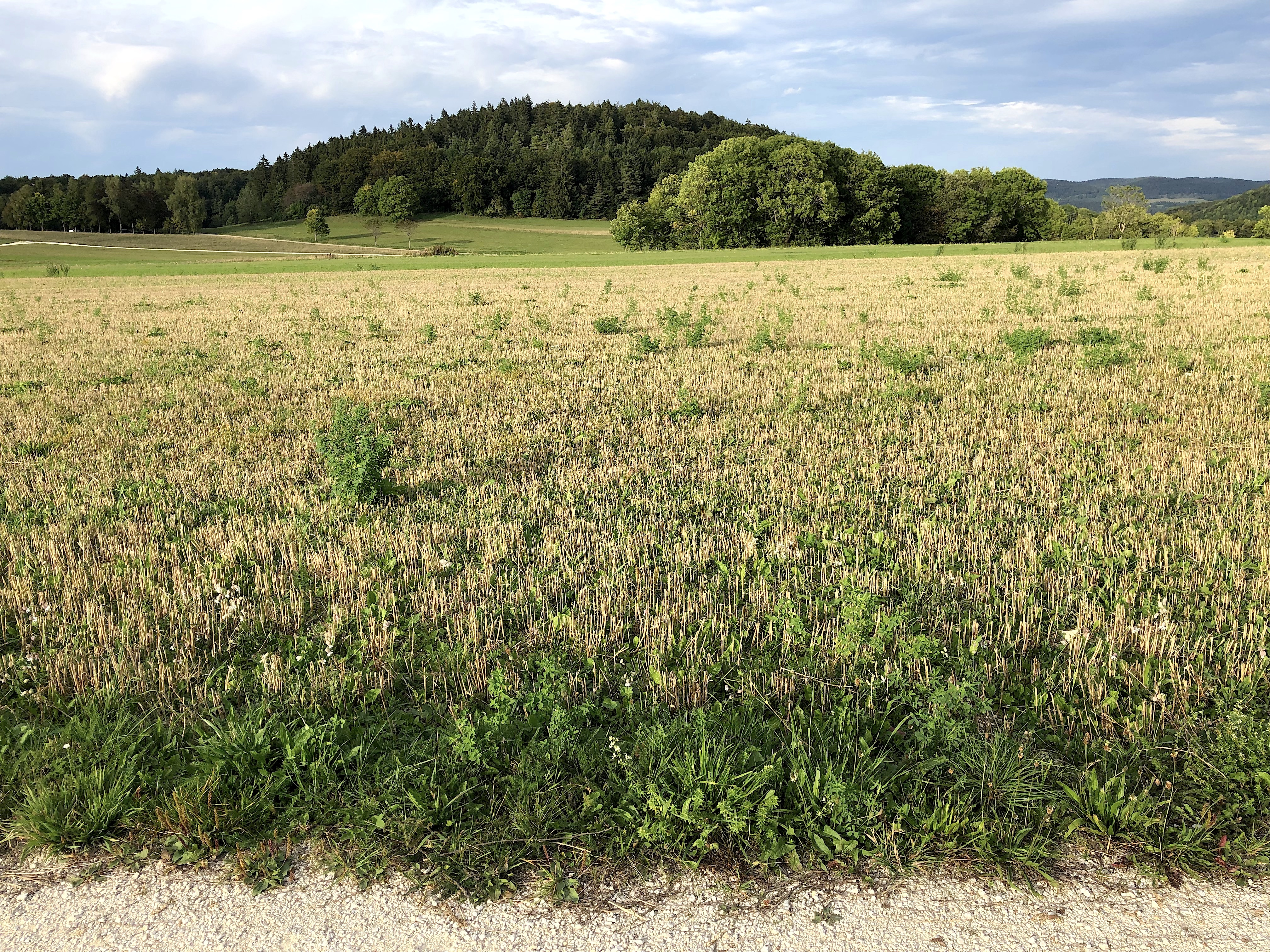
Der Heimberg im FFH-Gebiet „Östlicher Großer Heuberg“

Das FFH-Gebiet Östlicher Großer Heuberg liegt im Süden von Baden-Württemberg und ist Bestandteil des europäischen Schutzgebietsnetzes Natura 2000. Es wurde 2005 durch das Regierungspräsidium Tübingen angemeldet. Mit Verordnung des Regierungspräsidiums Tübingen zur Festlegung der Gebiete von gemeinschaftlicher Bedeutung vom 5. November 2018 (in Kraft getreten am 11. Januar 2019), wurde das Schutzgebiet ausgewiesen.

## Lage
Das rund 2189 Hektar (ha) große Schutzgebiet Östlicher Großer Heuberg liegt in den Naturräumen Südwestliches Albvorland und Hohe Schwabenalb. Die elf Teilgebiete befinden sich in den Gemeinden Dotternhausen, Ratshausen, Balingen, Obernheim, Hausen am Tann, Meßstetten, Albstadt, Nusplingen und Schömberg im Zollernalbkreis sowie Egesheim im Landkreis Tuttlingen.

## Beschreibung
Die Landschaft des östlichen Großen Heubergs auf der Hohen Schwabenalb mit Höhen bis 1000 m ü. NN hat nicht nur klimatisch einen rauen Charakter. Der Landschaftscharakter des Schutzgebiets wird im Wesentlichen durch die Hochfläche des Großen Heubergs mit seinen Mageren Berg- und Flachlandmähwiesen, Wacholderheiden und Magerrasen sowie die steilen, felsigen Hänge des Albtraufs geprägt. Diese typischen Elemente der vom Menschen geschaffenen kleinbäuerlichen Kulturlandschaft sollen ebenso langfristig erhalten bleiben wie die naturnahen Wälder im Gebiet, insbesondere die Waldmeister- und Orchideen-Buchenwälder sowie die bodensauren Fichtenwälder. Buchen-Tannen-Fichtenwälder prägen am Nordabhang der Schwäbischen Alb zusammen mit den Felsen und Schutthalden des Albtraufs ein einzigartiges Landschaftsbild und sind Lebensraum für eine reiche Pflanzen- und Tierwelt.
Unter den naturnahen Wäldern des Gebiets beeindrucken besonders das Bannwaldgebiet Untereck bei Albstadt-Laufen und der Schonwald Plettenkeller bei Ratshausen. Hier kommen die auf der Schwäbischen Alb seltenen Bodensauren Fichtenwälder und das stark gefährdete Grüne Koboldmoos vor. Untereck wurde wegen seiner Fichten-Blockwälder als Bannwald und Naturschutzgebiet ausgewiesen. Vor Urzeiten häuften sich hier herabstürzende Felsblöcke zu einer mächtigen Blockhalde an. Man hat den Eindruck, dass sich kaum Boden gebildet hat und die Fichten allein im Steinwerk wurzeln.

## Schutzzweck

### Lebensraumtypen
Folgende Lebensraumtypen nach Anhang I der FFH-Richtlinie kommen im Gebiet vor:
| EU Code | * | Lebensraumtyp (offizielle Bezeichnung)                                                                          | Kurzbezeichnung                              |
| ------- | - | --- | -------------------------------------------- |
| 3150    |   | Natürliche eutrophe Seen mit einer Vegetation des Magnopotamions oder Hydrocharitions                           | Natürliche nährstoffreiche Seen              |
| 3260    |   | Flüsse der planaren bis montanen Stufe mit Vegetation des Ranunculion fluitantis und des Callitricho-Batrachion | Fließgewässer mit flutender Wasservegetation |
| 5130    |   | Formationen von Juniperus communis auf Kalkheiden und -rasen                                                    | Wacholderheiden                              |
| 6110    | * | Lückige basophile oder Kalk-Pionierrasen (Alysso-Sedion albi)                                                   | Kalk-Pionierrasen                            |
| 6210    |   | Naturnahe Kalk-Trockenrasen und deren Verbuschungsstadien (Festuco-Brometalia)                                  | Kalk-Magerrasen                              |
| 6410    |   | Pfeifengraswiesen auf kalkreichem Boden, torfigen und tonig-schluffigen Böden (Molinion caeruleae)              | Pfeifengraswiesen                            |
| 6430    |   | Feuchte Hochstaudenfluren der planaren und montanen bis alpinen Stufe                                           | Feuchte Hochstaudenfluren                    |
| 6510    |   | Magere Flachland-Mähwiesen (Alopecurus pratensis, Sanguisorba officinalis)                                      | Magere Flachland-Mähwiesen                   |
| 6520    |   | Berg-Mähwiesen                                                                                                  | Berg-Mähwiesen                               |
| 7220    | * | Kalktuffquellen (Cratoneurion)                                                                                  | Kalktuffquellen                              |
| 7230    |   | Kalkreiche Niedermoore                                                                                          | Kalkreiche Niedermoore                       |
| 8160    | * | Kalkhaltige Schutthalden der collinen bis montanen Stufe Mitteleuropas                                          | Kalkschutthalden                             |
| 8210    |   | Kalkfelsen mit Felsspaltenvegetation                                                                            | Kalkfelsen mit Felsspaltenvegetation         |
| 8310    |   | Nicht touristisch erschlossene Höhlen                                                                           | Höhlen und Balmen                            |
| 9130    |   | Waldmeister-Buchenwald (Asperulo-Fagetum)                                                                       | Waldmeister-Buchenwald                       |
| 9150    |   | Mitteleuropäischer Orchideen-Kalk-Buchenwald (Cephalanthero-Fagion)                                             | Orchideen-Buchenwälder                       |
| 9180    | * | Schlucht- und Hangmischwälder (Tilio-Acerion)                                                                   | Schlucht- und Hangmischwälder                |
| 91E0    | * | Auen-Wälder mit Alnus glutinosa und Fraxinus excelsior (Alno-Padion, Alnion incanae, Salicion albae)            | Auenwälder mit Erle, Esche, Weide            |
| 91U0    |   | Kiefernwälder der sarmatischen Steppe                                                                           | Steppen-Kiefernwälder                        |
| 9410    |   | Montane bis alpine bodensaure Fichtenwälder (Vaccinio-Piceetea)                                                 | Bodensaure Nadelwälder                       |

### Arteninventar
Folgende Arten von gemeinschaftlichem Interesse kommen im Gebiet vor:
| Bild              | EU Code | * | Art               | wissenschaftlicher Name     | Artengruppe           |
| ----------------- | ------- | - | ----------------- | --------------------------- | --------------------- |
| Steinkrebs        | 1093    | * | Steinkrebs        | Austropotamobius torrentium | Krebse                |
| Groppe            | 1163    |   | Groppe            | Cottus gobio                | Fische und Rundmäuler |
| Großes Mausohr    | 1324    |   | Großes Mausohr    | Myotis myotis               | Säugetiere            |
| Biber             | 1337    |   | Biber             | Castor fiber                | Säugetiere            |
| Grünes Besenmoos  | 1381    |   | Grünes Besenmoos  | Dicranum viride             | Moose                 |
| Grünes Koboldmoos | 1386    |   | Grünes Koboldmoos | Buxbaumia viridis           | Moose                 |
| Dicke Trespe      | 1882    |   | Dicke Trespe      | Bromus grossus              | Pflanzen              |

### Zusammenhängende Schutzgebiete
Folgende Naturschutzgebiete sind Bestandteil des FFH-Gebiets:
- Untereck
- Dobelwiesen
- Hülenbuchwiesen
- Plettenkeller
- Scheibhalden
- Westerberg
- Heimberg
- Schafberg-Lochenstein
- Stromelsberg-Hessenbühl